# 花脸巴儿
《花脸巴儿》是艾未未工作室於2009年11月出品的纪录片，记录汶川大地震一周年以来灾区遇难学生家长的境况，並探討校舍倒塌的豆腐渣工程問題。